# Sayavuch Aslan
 (juillet 2024).
Pour les articles homonymes, voir Aslan.
Sayavuch Aslan (en azéri : Səyavuş Məmmədağa oğlu Aslan ; né le 5 septembre 1935 à Saray,en Azerbaïdjan et mort le 27 juin 2013 à Bakou) est un acteur comique de théâtre et de cinéma azerbaïdjanais, artiste du peuple de la RSS d'Azerbaïdjan (1982).

## Biographie
Sayavush Mammadaga oghlu Aslanov, l'un des représentants de l'école réaliste d'acteurs d'Azerbaïdjan, est né le 5 septembre 1935 dans le village de Saray près de Bakou.
En 1947-1953, il se produit dans les cercles dramatiques d'Atamoglan Rzayev, Aghadadach Gurbanov, Gurban Musayev et Agaselim Manafly. En 1954, il travaille pendant une courte période dans une troupe de variétés de comédie musicale.
En 1958, il travaille au Théâtre dramatique d'État de Guba et, en 1959, il est admis dans le personnel auxiliaire du Théâtre national de comédie musicale d'Azerbaïdjan.
À partir de 1994, il est l'un des principaux acteurs du Théâtre musical académique d'État d'Azerbaïdjan. Pendant une partie de ce temps, il occupe le poste du directeur artistique de ce théâtre.
Sayavuch Aslan était boursier présidentiel personnel.

## Prix et titres
- Ordre de l'Honneur (Azerbaïdjan) (25 juin 2013) - pour services rendus au développement du théâtre azerbaïdjanais[2].
- Ordre de la Gloire (Azerbaïdjan), (9 décembre 1995) - pour services rendus au développement de l'art théâtral national azerbaïdjanais[3].
- Artiste du peuple de la RSS d'Azerbaïdjan (1er décembre 1982)
- Artiste émérite de la RSS d'Azerbaïdjan (1er juin 1974).
- Diplôme honorifique du Président de la République d'Azerbaïdjan (3 septembre 2010) - pour services rendus au développement de l'art azerbaïdjanais[4].
- Médaille d'or « Ouvrier du théâtre » (2004, Union des travailleurs de théâtre de l'Azerbaïdjan)